# St. Maria Magdalena (Goch)

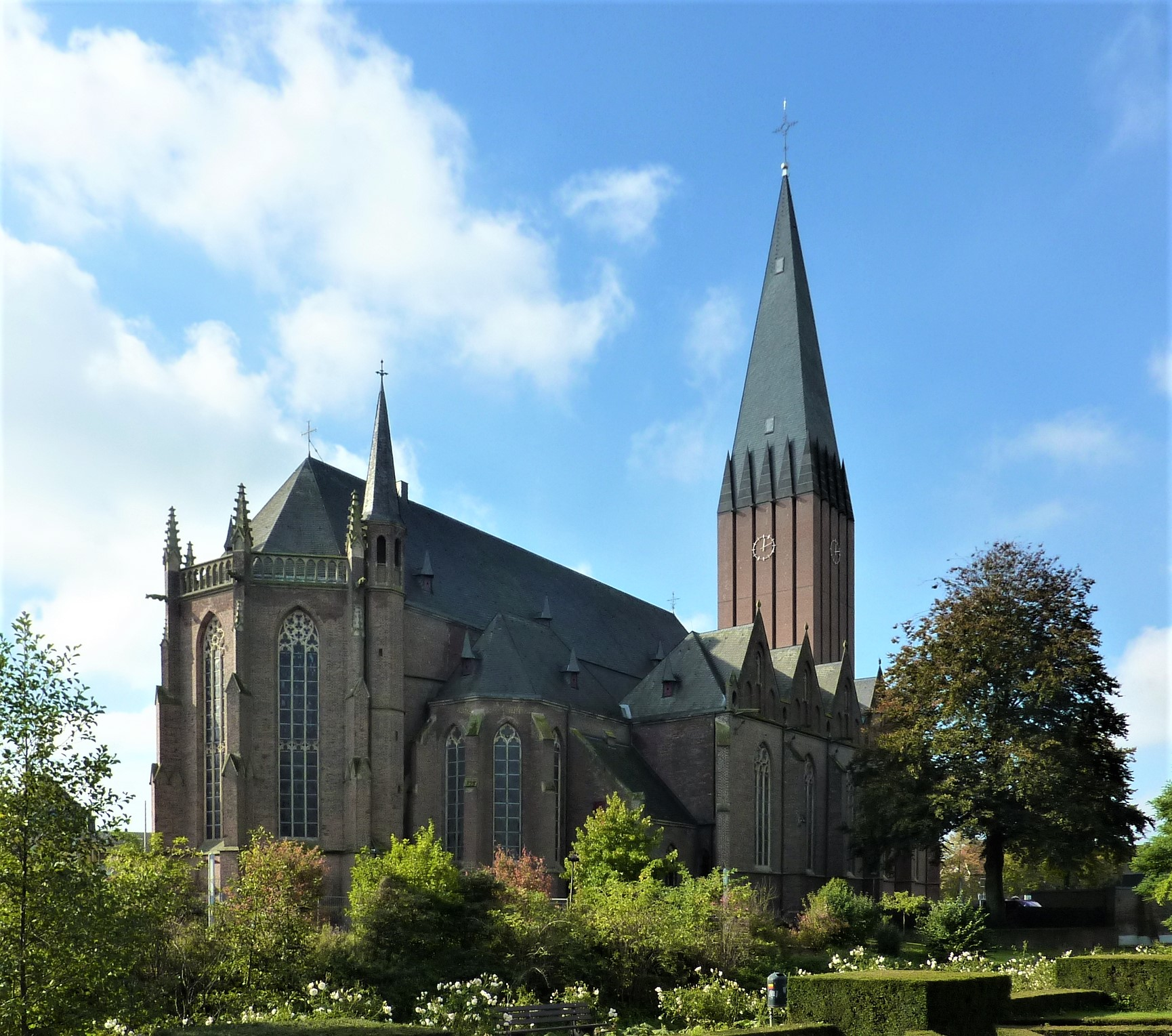
St. Maria Magdalena zu Goch

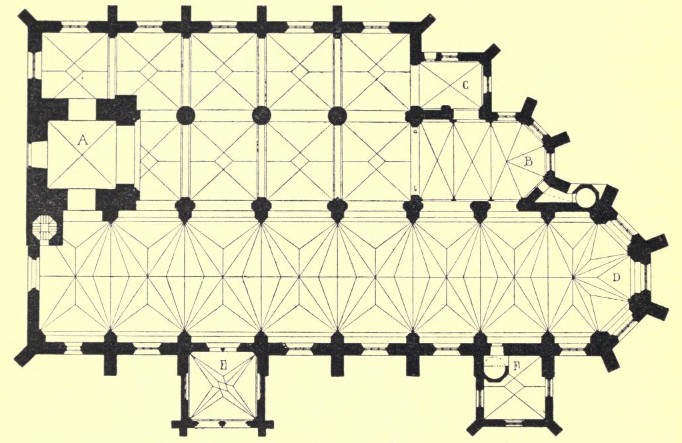
Grundriss 1892

Die katholische Pfarrkirche St. Maria Magdalena in Goch ist ein dreischiffiger gotischer Kirchenbau.
Die Maria-Magdalena-Kirche wurde bekannt, nachdem in der Nacht zum 24. Mai 1993 um 2:27 Uhr der große Turm eingestürzt war. Der Turm mit bis zu 2 m starken Mauern war Ende des 14. Jahrhunderts errichtet und später aufgestockt worden.

## Geschichte

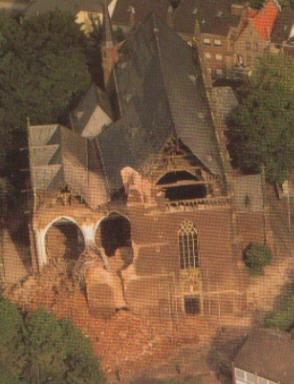
Die Kirche am Tag des Turmeinsturzes (24. Mai 1993)

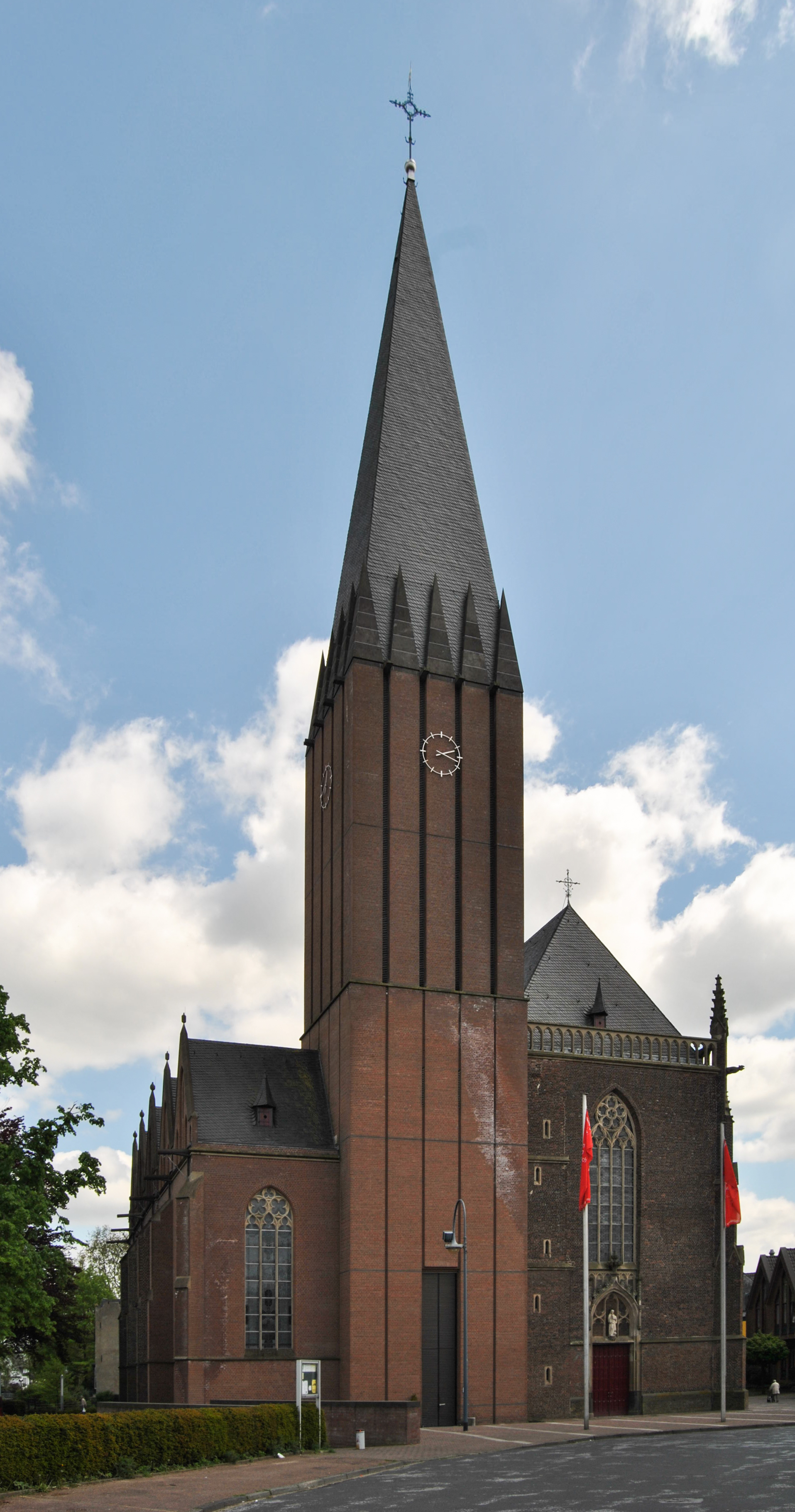
Westseite mit neuem Kirchturm

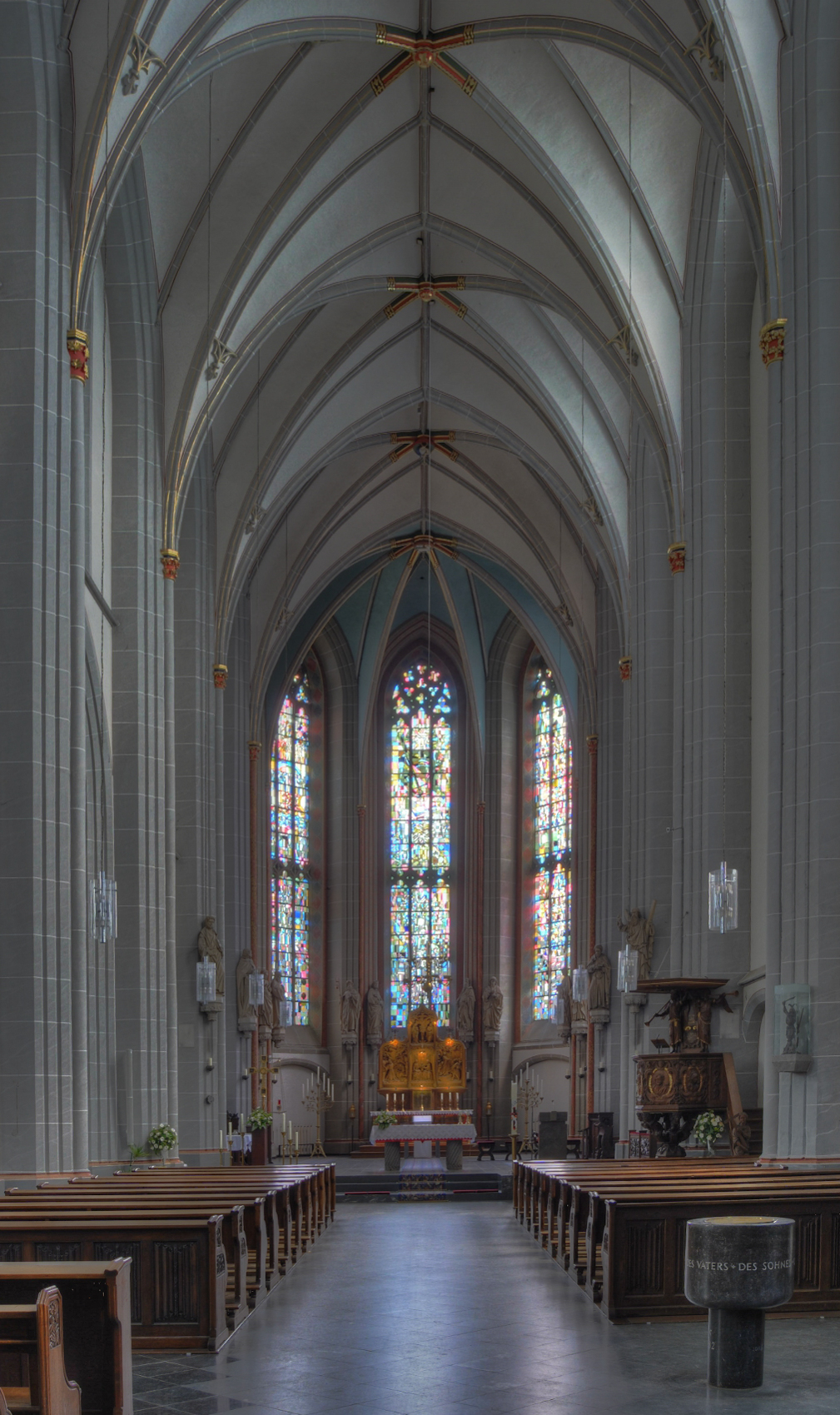
Innenansicht des südlichsten der drei Kirchenschiffe in Richtung Chor

Die ältesten Teile sind das Mittel- und das Nordschiff. Sie erhielten 1323 ihre kirchliche Weihe, so eine Aufzeichnung des Gocher Kirchenarchivs. Man geht davon aus, dass an gleicher Stelle bereits eine Kirche gestanden hatte, da Goch bereits um 1200 selbstständige Pfarrei geworden war. Hauptschiff der Kirche ist das Hochschiff. Pläne dieses Erweiterungsbaus gehen auf das 15. Jahrhundert zurück. Die prosperierende Tuchweberei in Goch ging mit dem Wunsch einer größeren Kirche einher. Das Südschiff wurde abgebrochen und das Hochschiff als Hauptschiff erbaut.
Die Lage der Katholiken in Goch war Anfang des 17. Jahrhunderts düster. Obwohl 80 % der Einwohner katholisch waren, bestand der Magistrat der Stadt seit 1617 ausschließlich aus Nichtkatholiken. So wurde von 1600 bis 1621 die Kirche auch von der reformierten Gemeinde mitbenutzt. Ab 1621 durften die Gocher Katholiken ihre Kirche zwar wieder allein nutzen, die Reformierten erhielten im Gegenzug das Beginenkloster an der Mühlenstraße. Da die Stadt Goch durch die Tuchindustrie ziemlich reich war, standen in dieser Kirche bis zu 17 Altäre, die im Jahre 1625 durch den Bildersturm von Goch von den Soldaten des Gouverneurs von Nijmegen, Lambert Charles, zerstört wurden. Die niederländischen Truppen ließen ihre Wut aus, denn für ihre reformierten Glaubensgenossen war die Kirche ja seit 1621 verschlossen. Innerhalb weniger Stunden wurden neben den Altären fast die gesamte Einrichtung wie die Kanzel, Standbilder und Steindenkmäler vernichtet. Erhalten geblieben sind lediglich das alte Sakramentshäuschen, der Taufstein aus dem Jahre 1516 und als einziges Bild „Madonna mit dem Kinde“ aus dem 14. Jahrhundert sowie ein Standbild des heiligen Ritters Georg.
Die Ausstattung wuchs im 17. und 18. Jahrhundert wieder. Erwähnenswert ist die Barockkanzel. Das Kirchenschiff erlitt 1945 schwere Schäden. Durch die Sprengung eines Pfeilers wurden 14 von 22 Gewölbefeldern geschädigt. In der alten Form wurde das Gotteshaus 1959 wiederhergestellt. Der Kirchhof diente jahrhundertelang als Friedhof für die Toten der Stadt. Zeitweise wurden hier auch Reformierte und Lutheraner beerdigt. Der Kirchturm wurde 2003 – zehn Jahre nach dem Einsturz – in modernen Formen wieder fertiggestellt. Auf seiner Spitze steht das im Trümmerberg gefundene Kreuz des Vorgängerbauwerks.

## Turmeinsturz 1993
Am 24. Mai 1993, morgens um 2.27 Uhr stürzte der 67 m hohe Kirchturm ein. Noch am Abend zuvor wurde in der Kirche ein Gottesdienst abgehalten. Bei dem Turmeinsturz wurde niemand verletzt. 

### Ablauf des Unglücks
Der damalige Pfarrer Johannes Baptist Ludes bekam im naheliegenden Pfarrhaus das Unglück hautnah mit. Sein Arbeitszimmer war durch einen großen Steinbrocken stark beschädigt worden.
Der Kirchturm war in sich zusammengesackt, hatte die Orgel mitsamt der Empore und drei der bis dahin fünf Glocken zerstört und war über das seitliche Marienschiff auf das benachbarte Pfarrhaus abgekippt.

### Unglücksursachen
Eine Kommission von Gutachtern der Diözese Münster überprüfte, warum es zu dem Einsturz des hohen Turms kam. Die Ursachensuche gestaltete sich schwierig, und es stellte sich heraus, dass ein Zusammentreffen von unglücklichen Umständen zu einer Kettenreaktion geführt hatte, an deren Ende der Kirchturm in sich zusammengefallen war. Äußere Einflüsse hatten im Laufe der Zeit zu einer negativen Veränderung des Turmtragwerks geführt. Als Hauptgründe wurden dabei benannt:
- Verwitterung und Rissbildung im Mauerwerk
- Schädigungen durch Brände[2]
- Kriegsnachwirkungen von 1944
- Glockenkräfte, freigesetzt durch ein intensives Glockenläuten 6 Stunden vor dem Unglück
- ein lokales Erdbeben vom 13. April 1992
- Substanzveränderungen im Mauerwerk durch Reparaturen.[4]

Der Sachschaden wurde seinerzeit auf 20 Millionen Mark geschätzt.

## Beschädigung des Kirchenschiffdachs 2019
Auf dem Grundstück neben der Kirche wurde ein Baukran errichtet, um ein neues Gebäude zu erstellen. Am 5. September 2019 wurden zwei kleine Türmchen des Kirchenschiffs von einem Kran umgerissen und stürzten teilweise vom Dach auf den Erdboden. Bereits etwa drei Wochen vor der Beschädigung stellten Handwerker, beim Reinigen der Dachrinnen, fest, dass eines der kleinen Türmchen auf dem Kirchenschiff offenbar von dem Kran in der Drehbewegung berührt und leicht beschädigt worden war. Die aus Sandstein gefertigten und verzierten Türmchen werden auch Fialen genannt. Nach der Entdeckung der Beschädigung wurde unterhalb des Kirchenschiffs ein Bauzaun aufgestellt.
Am 5. September drehte der Kran wiederum seinen Ausleger und riss zwei der Fialen komplett um. Teils fielen sie auf das Dach der Kirche und beschädigten es leicht, teils fielen Trümmerstücke in das abgesperrte Areal auf den Boden. Verletzt wurde auch dieses Mal niemand. Da der Dachstuhl, nach dem Sturz des Turms in das Kirchenschiff 1993, auch erst danach neu errichtet wurde, ist er noch sehr stabil. Tragende Teile wurden bei der nunmehrigen Beschädigung nicht tangiert. Das Dach wurde bereits unmittelbar, nach der Sicherung und dem kontrollierten Hinunterwerfen der Bruchstücke der Fialen, in den Folgetagen repariert. Der Innenraum der Kirche war eine Zeit lang gesperrt, bis sicher war, dass nichts weiter passieren könne, da die Statik nicht beschädigt worden war.

## Orgel
Die Orgelbaufirma Seifert (Kevelaer) hat im Jahr 2015 die neue Orgel für St. Maria Magdalena gebaut.
Das Schleifladen-Instrument hat 39 Register (2.433 Pfeifen) auf drei Manualen und Pedal. Die Spieltrakturen sind mechanisch, die Registertrakturen elektrisch. Die Weihe des Instruments erfolgte zum Fest Christkönig am 22. November 2015.
| I Grand Orgue C–g3 |                    |        |
| 01.                | Montre             | 16′    |
| 02.                | Montre             | 08′    |
| 03.                | Salicional         | 08′    |
| 04.                | Flûte à cheminée 0 | 08′    |
| 05.                | Octave             | 04′    |
| 06.                | Quinte             | 02 ⁄3′ |
| 07.                | Doublette          | 02′    |
| 08.                | Cornet IV (ab c0)  | 04′    |
| 09.                | Plein Jeu IV-VI    | 02 ⁄3′ |
| 10                 | Clarinette         | 08′    |

| II Récit expressiv C–g3 |                      |         |
| 17.                     | Bourdon              | 16′     |
| 18.                     | Diapason             | 08′     |
| 19.                     | Cor de nuit          | 08′     |
| 20.                     | Viole de Gambe       | 08′     |
| 21.                     | Voix céleste(ab c0)  | 08′     |
| 22.                     | Prestant             | 04′     |
| 23.                     | Flûte octaviante     | 04′     |
| 24.                     | Viole d'Amour        | 04′     |
| 25.                     | Nazard harmonique    | 02 ⁄3′  |
| 26.                     | Octavin              | 02′     |
| 27.                     | Tierce harmonique    | 01 3⁄5′ |
| 28.                     | Mixtur IV            | 02′     |
| 29.                     | Cor d'harmonie       | 16′     |
| 30.                     | Trompette harmonique | 08′     |
| 31.                     | Basson-Hautbois      | 08′     |
| 32.                     | Voix Humaine         | 08′     |
|                         | Tremolo              |         |

| III Solo C–g3 |                  |     |
| 11.           | Flûte harmonique | 08′ |
| 12.           | Violoncelle      | 08′ |
| 13.           | Flûte conique    | 04′ |
| 14.           | Basson           | 16′ |
| 15.           | Trompette        | 08′ |
| 16.           | Clairon          | 04′ |

| Pédale C–f1 |                           |     |
| 33.         | Soubasse                  | 32′ |
| 34.         | Violonbasse               | 16′ |
| 35.         | Principalbasse(= Nr. 1) 0 | 16′ |
| 36.         | Soubasse                  | 16′ |
| 37.         | Basse ouvert              | 08′ |
| 38.         | Bourdon                   | 08′ |
| 39.         | Octave                    | 04′ |
| 40.         | Bombarde                  | 16′ |

- Koppeln:
  - Normalkoppeln: II/I, III/I, III/II, I/P, II/P, III/P
  - Subkoppeln: II/I, III/I, II/II, III/III
  - Superkoppeln: II/I, II/II, III/III, II/P, III/P

## Glocken
Im neu errichteten Turm hängen sechs Glocken mit den Schlagtönen h0, d1, e1, fis1, a1, h1. Die Glocken wurden von der Glockengießerei Petit & Gebr. Edelbrock in Gescher gegossen – mit Ausnahme der Glocken mit den Schlagtönen fis1 und a1, die den Turmeinsturz überstanden haben.

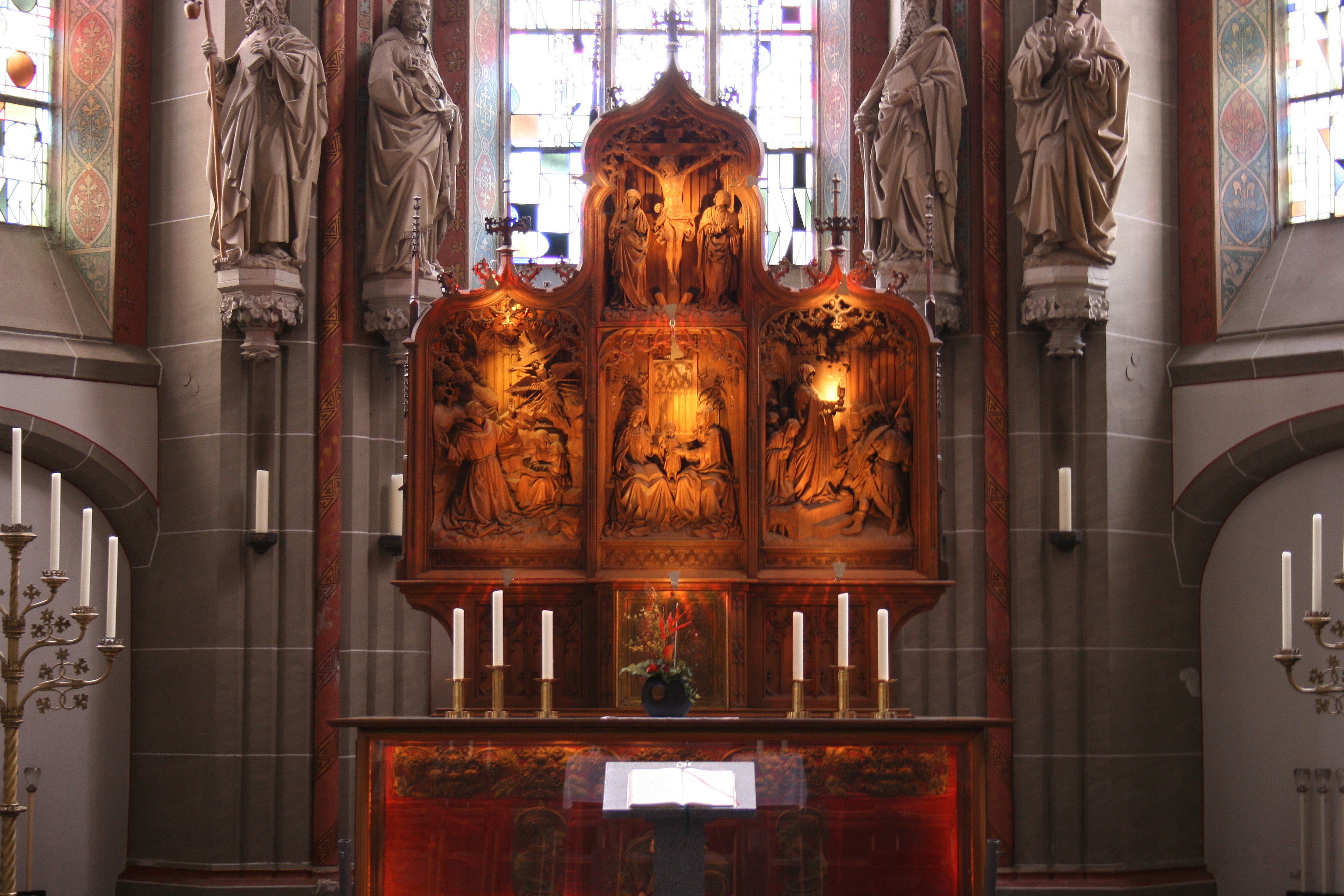
Beleuchteter Hochaltar
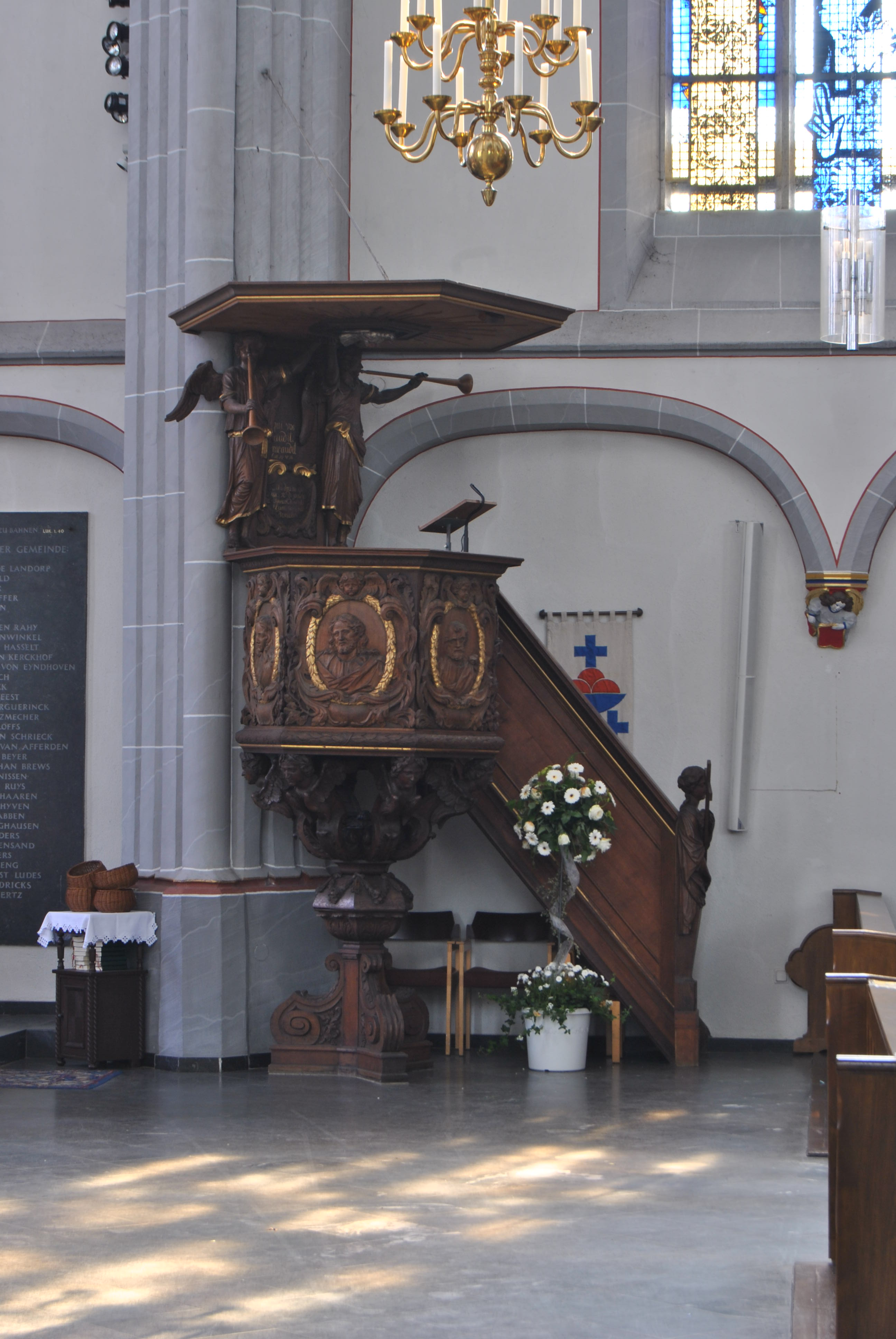
Kanzel
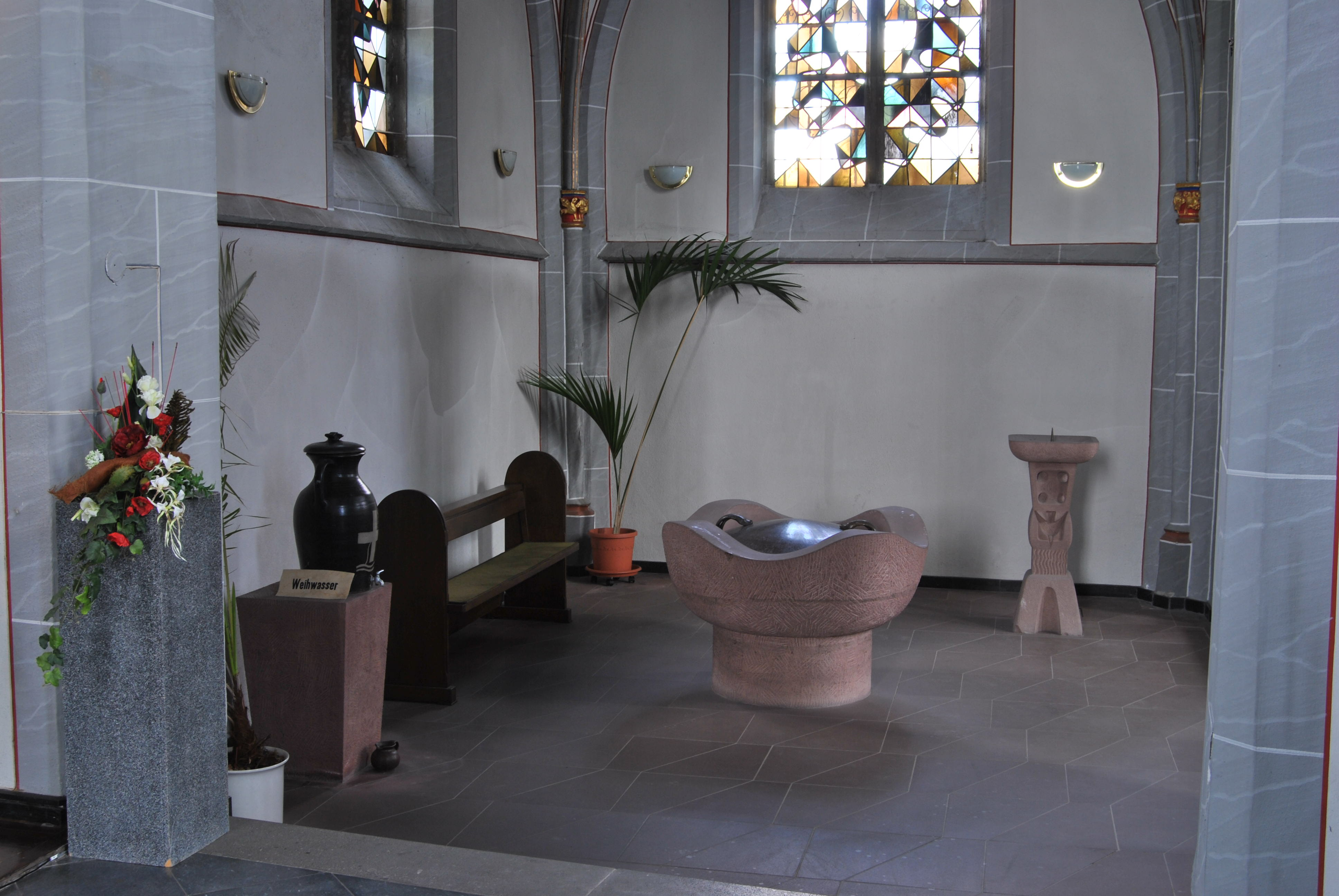
Taufbecken
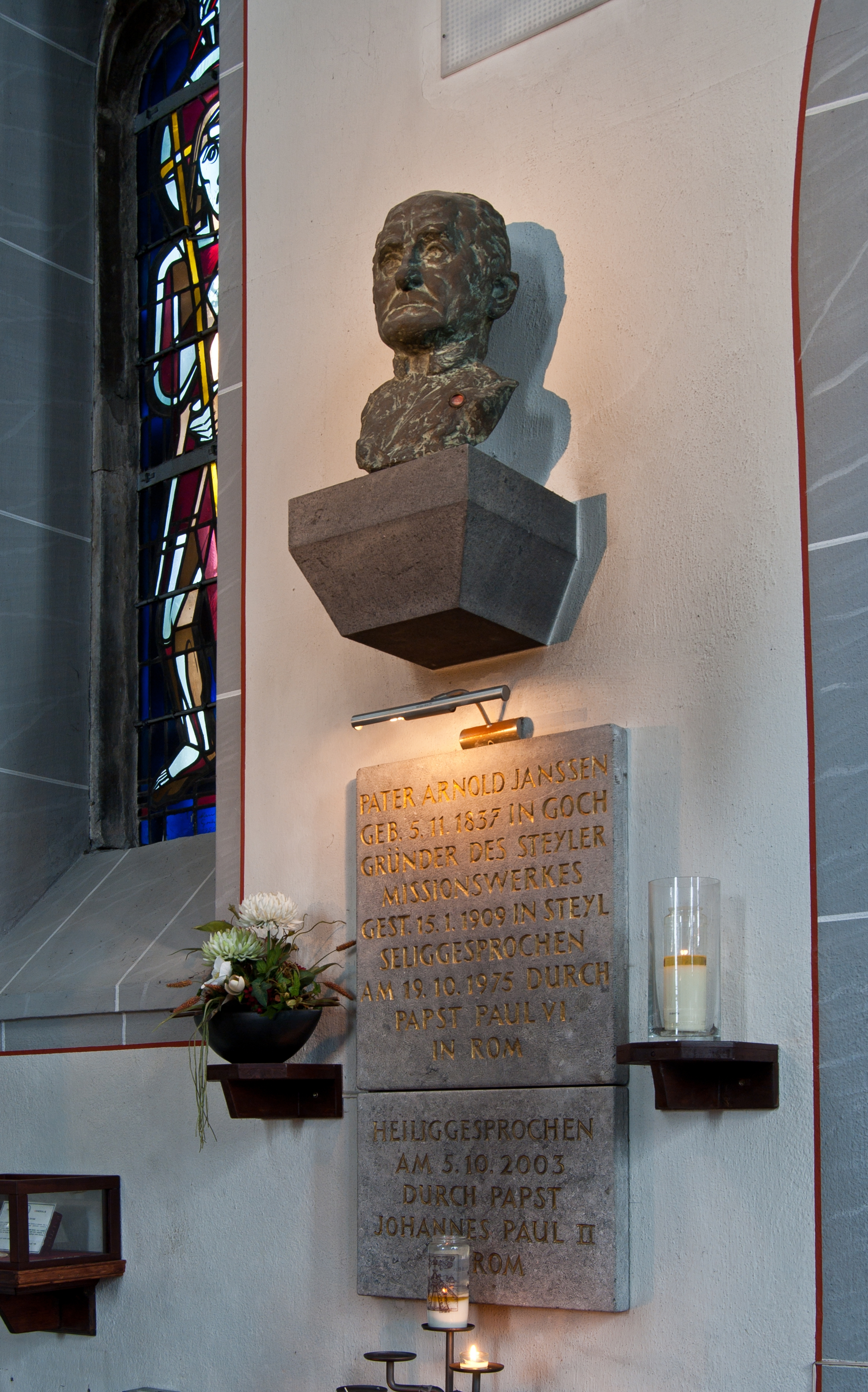
Büste von Arnold Janssen